# Tytus Memmiusz
Titus Memmius – legat rzymski w 170 w. p.n.e. i polityk z II w. p.n.e.
Tytus Memmiusz został wysłany jako legat w 170 p.n.e. do Galów mieszkających w Alpach (Karnów, Histrów i Japydów), aby wytłumaczył stanowisko senatu w sprawie ich skargi na Gajusza Kasjusza Longinusa, konsula w 171 p.n.e., który podczas przemarszu przez Illirię do Macedonii spustoszył tereny aplejskich ludów sprzymierzonych z władcą Galów Cyncybilusem.